# Stop Islamisation Of Europe
Stop Islamisation Of Europe (SIOE) è un'organizzazione di stampo islamofobo con diverse sedi in Europa, particolarmente attiva in Danimarca e Gran Bretagna. Tale gruppo si è originato dall'incontro di membri del gruppo danese Stop Islamiseringen af Danmark con attivisti inglesi anti-Islam.
Lo scopo dichiarato del gruppo è l'opposizione all'estremismo islamico il loro motto è "Il razzismo è la forma più bassa della stupidità umana, l'islamofobia è l'apice del buon senso".
Nel settembre del 2009 John Denham, esponente laburista, ha pesantemente attaccato il gruppo, affermando che stava cercando di generare violenza nelle strade del Regno Unito, definendoli un gruppo di estrema destra (etichetta che però viene rigettata dal gruppo, insieme alle accuse di generare violenza). A più riprese tale organizzazione è stata criticata da Unite Against Fascism.

## Sedi europee
- Danimarca
- Francia
- Germania
- Gran Bretagna
- Norvegia
- Paesi Bassi
- Polonia
- Romania
- Russia